# Músculo cricotireóideo
O músculo cricotireóideo é um músculo da laringe. Faz parte do grupo dos tensores da laringe. Serve para elevar a altura do som da voz.